# Dolní Nětčice
Dolní Nětčice (deutsch Unter Nietschitz, 1939–1945 Unter Netschitz) ist eine Gemeinde in Tschechien. Sie liegt neun Kilometer nördlich von Bystřice pod Hostýnem und gehört zum Okres Přerov.

## Geographie
Dolní Nětčice befindet sich südlich des Maleníkwaldes in der Podbeskydská pahorkatina (Vorbeskidenhügelland). Das Dorf erstreckt sich im Tal des Baches Dolnonětčický potok. Nördlich erheben sich der Pavelák (366 m) und Maleník (479 m), im Nordosten die Hranečníky (333 m), östlich die Mezicestí (337 m) sowie im Südwesten der Dubanec (310 m).
Nachbarorte sind Přední Familie, Zadní Familie, Rybáře und Na Krásné Vyhlídce im Norden, Valšovice, Paršovice und Rakov im Nordosten, Malhotice und Rouské im Osten, Horní Nětčice im Südosten, Vítonice und Žákovský Mlýn im Süden, Žákovice, Lhotsko und Símře im Südwesten, Oprostovice im Westen sowie Soběchleby, Lhota und Týn nad Bečvou im Nordwesten.

## Geschichte
Die erste urkundliche Erwähnung von Nyethczicz erfolgte 1384 in der Brünner Landtafel, als Sudek von Podolí und Oldřich von Mydlovar gemeinschaftlich als Besitzer ihrer Erbgüter in Nieczicz eingetragen wurden. Im Jahre 1406 wurde der Ort als Neczicz und 1416 als Něcice bezeichnet. Im Jahre 1447 erwarben die Herren von Krawarn das Gut Nyeczicze und schlossen es an die Burgherrschaft Helfenstein an. Im Jahre 1480 wurde der Ort Dolní Nětčice und 1530 Dolní Něčicegenannt. 1506 wurde erstmals der Niecziczer Vogt Mikuláš, genannt Kvasa erwähnt. Johann von Pernstein überließ 1540 seinen Untertanen in Dolní Nětčice ehemals Herrschaftliche Felder erblich. Während des Walachischen Aufstandes wurde das Dorf zwischen 1626 und 1627 von den Walachen niedergebrannt. Seit 1672 war der Ortsname Unter Něčitz gebräuchlich. 1771 wurde das Dorf als Dolní Němčice, Unter Niemschitz bzw. Dolno Niemczycz bezeichnet. Im Jahre 1763 war Dolní Nětčice mit 50 Häusern und 205 Einwohnern das sechstgrößte Dorf der Helfensteiner Herrschaft. Die Matriken wurden seit 1718 in Soběchleby geführt. Bis zur Mitte des 19. Jahrhunderts war das Dorf zur Herrschaft Leipnik untertänig.
Nach der Aufhebung der Patrimonialherrschaften bildete Dolní Něčice/Unter Nietschitz ab 1850 eine Gemeinde in der Bezirkshauptmannschaft Mährisch Weißkirchen. 1863 wurde der Ort als Nieder Nietschitz bzw. Infero Niečicium sowie ab 1915 als Unterněčitz bezeichnet. Im Jahre 1920 wurden in der Ortslage Kuča versteinerte Zähne eines Urpferdes Hippos kaenozoikos aufgefunden. Seit 1924 führt die Gemeinde den Namen Dolní Nětčice. Nach der Aufhebung des Okres Hranice wurde Dolní Nětčice 1960 dem Okres Přerov zugeschlagen. 1976 wurde Dolní Nětčice dem Örtlichen Nationalausschuss Soběchleby angeschlossen und 1983 gänzlich nach Soběchleby eingemeindet. Seit dem 24. November 1990 bildet Dolní Nětčice wieder eine eigene Gemeinde.

## Gemeindegliederung
Für die Gemeinde Dolní Nětčice sind keine Ortsteile ausgewiesen.

## Sehenswürdigkeiten
- Kapelle Maria Heimsuchung, erbaut in den Jahren 1882 und 1902. Sie wurde am 2. Juli 1903 vom Soběchleber Pfarrer František Kadlec geweiht. Seit 1994 ist die Kapelle im Gemeindebesitz und wurde zwischen 2001 und 2001 saniert.
- Statue der Jungfrau Maria mit dem Jesuskind, errichtet 1909 in den Feldern außerhalb des Dorfes, im Jahre 1969 wurde sie in den Park an der Kapelle umgesetzt.
- Denkmal für die Opfer des Ersten Weltkrieges, errichtet 1921